# Ravna Gora, Haskovo
Ravna Gora (în bulgară Равна Гора) este un sat în comuna Svilengrad, regiunea Haskovo,  Bulgaria. 

## Demografie
Componența etnică a satului Ravna Gora
     Turci (61,29%)
     Bulgari (38,7%)
     Nicio identificare (0%)
     Altele (0%)
La recensământul din 2011, populația satului Ravna Gora era de 31 locuitori. Din punct de vedere etnic, majoritatea locuitorilor (61,29%) erau turci, cu o minoritate de bulgari (38,7%). Pentru 0,0% din locuitori nu este cunoscută apartenența etnică.